# Aleksandra Szwed

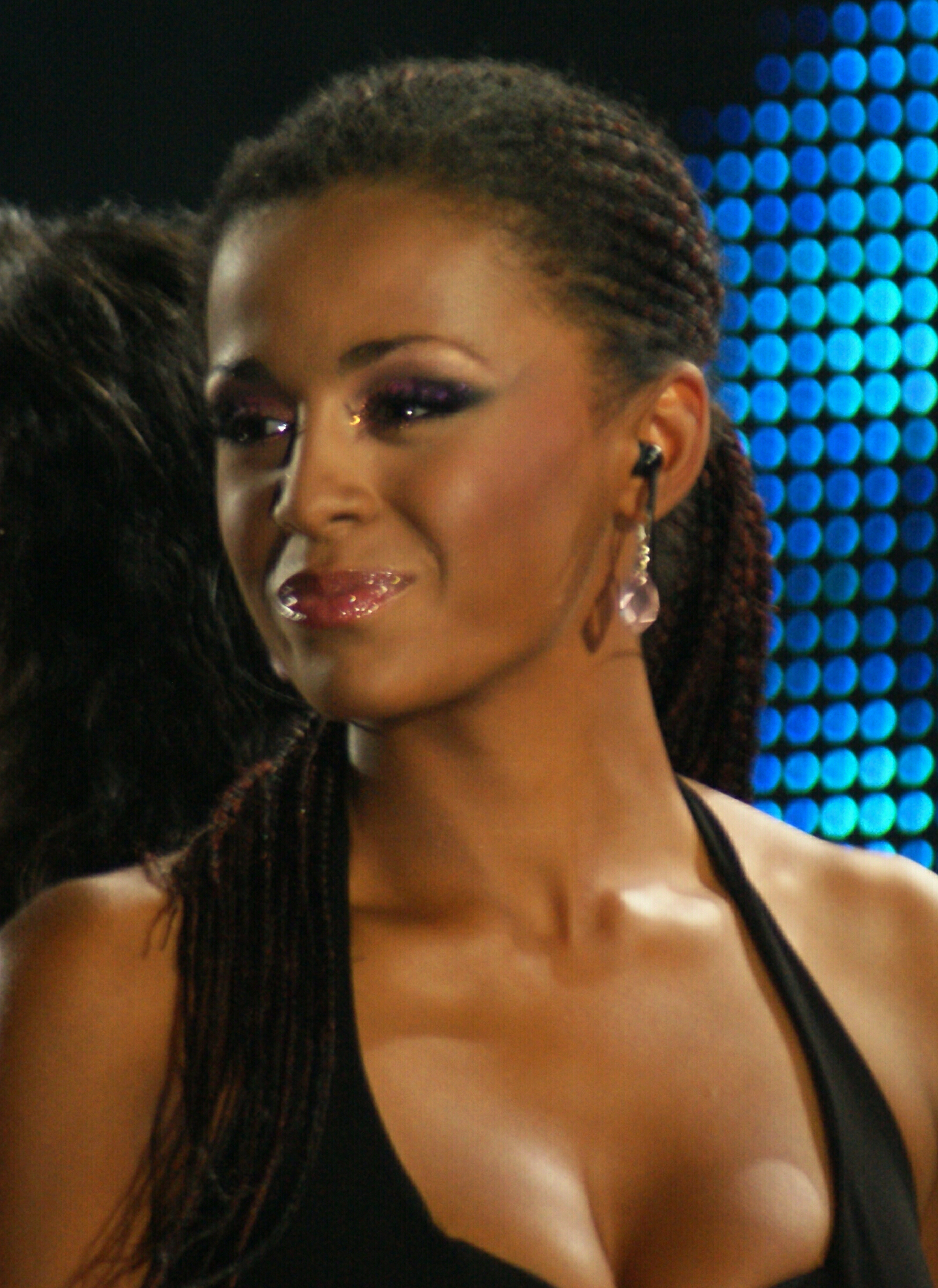
Aleksandra Szwed

Aleksandra Szwed of Ola Szwed (Warschau, 8 september 1990) is een Pools actrice en zangeres.
Haar vader is Nigeriaan en haar moeder is Poolse. Vanaf 1999 speelde ze een geadopteerd kind in de televisieserie Rodzina zastępcza (Het pleeggezin). In 2008 en daarna speelde ze bijrollen in andere series. Vanaf 2003 speelt ze ook in toneelvoorstellingen. In 2008 en 2010 was ze deelneemster aan de Poolse versies van Sterren dansen (op het ijs) en Fort Boyard. Met Marco Bocchino werd ze 2e in de selectie voor de afvaardiging voor het Eurovisiesongfestival 2009. Haar solodebuutsingle Ach Ten Pan! werd uitgebracht in 2013. In 2010 en 2012 werden fotosessies in de Poolse Playboy geplaatst.
- Nationale Bibliotheek van Polen: a0000003584871
- Virtual International Authority File: 311428166